# برج شاپورآباد
برج شاپور آباد مربوط به دوره قاجار است و در شهرستان برخوار و میمه، بخش برخوار، دهستان برخوار مرکزی، روستای شاپورآباد واقع شده و این اثر در تاریخ ۶ اسفند ۱۳۸۵ با شمارهٔ ثبت ۱۷۴۹۱ به‌عنوان یکی از آثار ملی ایران به ثبت رسیده است.